# Ung Pirat
Ung Pirat (schwedisch; „Junger Pirat“) ist der Jugendverband der schwedischen Piratpartiet und der größte politische Jugendverband in Schweden. Der Verband wurde im Dezember 2006 gegründet und arbeitet eng mit der Piratenpartei zusammen. Mehr als die Hälfte der Mitglieder der schwedischen Piratenpartei ist ebenfalls Mitglied bei Ung Pirat. Dies liegt vor allem daran, dass jugendliche Mitglieder der Piratenpartei automatisch Mitglied der Jugendorganisation werden. Die Mitgliedschaft bei Ung Pirat ist kostenfrei.
Die wichtigsten Themen der Jungen Piraten sind das Freie Wissen, die Teilung von Kulturgütern sowie eine geschützte Privatsphäre. Der Verband beteiligt sich des Weiteren an Aktivitäten der Piratenpartei und deren Organisation.
Ab dem 17. April 2009 war Ung Pirat, nach eigenen Angaben, vor dem Jugendverband der Moderata samlingspartiet der größte politische Jugendverband Schwedens. In den folgenden Jahren gab es jedoch einen kontinuierlichen Mitgliederschwund, so dass Ung Pirat Oktober 2011 nur noch der sechstgrößte politische Jugendverband Schwedens ist. 2013 wuchs die Mitgliederzahl wieder, so dass die Ung Pirat im August 2013 wieder zweitgrößter Jugendverband in Schweden waren. In den folgenden Jahren setzte sich jedoch der kontinuierlichen Mitgliederschwund fort.

## Organisation

### Vorsitzende
- Hugi Ásgeirsson 2006–2007
- Stefan Flod 2007–2011
- Gustav Nipe 2011–2015
- Elin Andersson 2015–2018
- Anastasia Storm 2018–2019
- Morgan Landström 2019–2020
- Jakob Sinclair 2020–

### Generalsekretäre
- Mattias Bjärnemalm 2006–2009
- Tobias Björkgren 2009–2010
- Nils Agnesson 2010–2012
- Mikael Holm 2012–2015
- Einar Eriksson 2015–2017
- Timmy Larsson 2017–2018
- Magnus Hulterström 2018–2020
- Martin Sjöberg 2020–